# 1662
- Wikisource

| Calendário gregoriano                                                        | 1662 MDCLXII                         |
| Ab urbe condita                                                              | 2415                                 |
| Calendário arménio                                                           | 1111 – 1112                          |
| Calendário bahá'í                                                            | -182 – -181                          |
| Calendário budista                                                           | 2206                                 |
| Calendário chinês                                                            | 4358 – 4359 Início a 18 de fevereiro |
| Calendário copta                                                             | 1378 – 1379                          |
| Calendário etíope                                                            | 1654 – 1655                          |
| Calendários hindus - Vikram Samvat - Calendário nacional indiano - Cáli Iuga | 1717 – 1718 1583 – 1584 4762 – 4763  |
| Calendário Holoceno                                                          | 11662                                |
| Calendário islâmico                                                          | 1073 – 1074                          |
| Calendário judaico                                                           | 5422 – 5423                          |
| Calendário persa                                                             | 1040 – 1041                          |
| Calendário rúnico                                                            | 1912                                 |
| Calendário solar tailandês                                                   | 2205                                 |

1662 (MDCLXII, na numeração romana) foi um ano comum do século XVII do actual Calendário Gregoriano, da Era de Cristo, e a sua letra dominical foi A (52 semanas), teve início a um domingo e terminou também a um domingo.
| Ano completo                    |
| ------------------------------- |
| Ano comum com início ao domingo |

## Eventos
- 1 de fevereiro — General chinês Koxinga captura a Ilha Formosa após um cerco de nove meses.
- Setembro — chega a Bombaim, então uma possessão portuguesa, a frota inglesa que tinha como missão tomar posse da região, oferecida por Portugal pelo contrato de casamento de Catarina de Bragança com Carlos II de Inglaterra.[1]
- O Reino de Golconda (Qutbshahi) conquista a fortaleza de Meliapor, na Costa do Coromandel (sudeste da Índia), aos portugueses.
- Extinção do dodó.

## Nascimentos
- 15 de março — Gabriel Álvarez de Toledo, escritor espanhol (m. 1714).
- 30 de abril — Maria II de Inglaterra (m. 1694).
- 1 de julho — Beatriz Jerônima de Lorena, abadessa de Remiremont (m. 1738).

## Mortes
- 19 de agosto — Blaise Pascal,  matemático francês (n. 1622).
- 30 de dezembro - Fernando Carlos, membro austríaco (n. 1628).

## Por tema
- 1662 na ciência